# フェアバンクス・モース
フェアバンクス・モース（Fairbanks-Morse、略称F-M）は、アメリカ合衆国とカナダにあった、工業用計量器製造会社である。多角的経営で、ポンプやエンジンなどの工業製品分野にも進出した。1932年からは、主力製品のひとつとしてウィスコンシン州ベロイトでディーゼルエンジンを製造。特にアメリカ海軍の船舶や鉄道の機関車用に対向ピストンエンジンを製造したとして知られる。
2008年現在、フェアバンクス・モースはエンプロ・インダストリーズの所有となっており、複合燃料を使用したエンジンと発電機を製造している。ポンプ事業は分社化され、カンザス州カンザスシティに拠点がある。フェアバンクス・スケールは個人経営の会社として、ミズーリ州カンザスシティにある。

## 歴史

### 設立と黎明期
フェアバンクス・モースのルーツは、1823年設立された鉄工所である。発明家のサディアス・フェアバンクス（Thaddeus Fairbanks）が、バーモント州セント・ジョンズベリーで彼の特許製品であるプラウとストーブを作るために作った鉄工所がそれである。
1829年、彼は製麻事業を始め、それ用の機械を作ったが、成功しなかった。しかし、それが新たに台ばかりの発明を呼んだ。1832年に特許を取得し、のちにE&T・フェアバンクス社で事業化、まずアメリカ、そしてヨーロッパ、南アメリカ、そして清へと販路を広げた。計量器は、船舶や鉄道での輸送に欠かせないものである。同社の計量器は国際的なコンペで63のメダルを獲得し、アメリカはおろか世界に名をとどろかすリーディングカンパニーとなった。それは、ヘンリー・フォードが自動車で席巻する時代まで続いた。

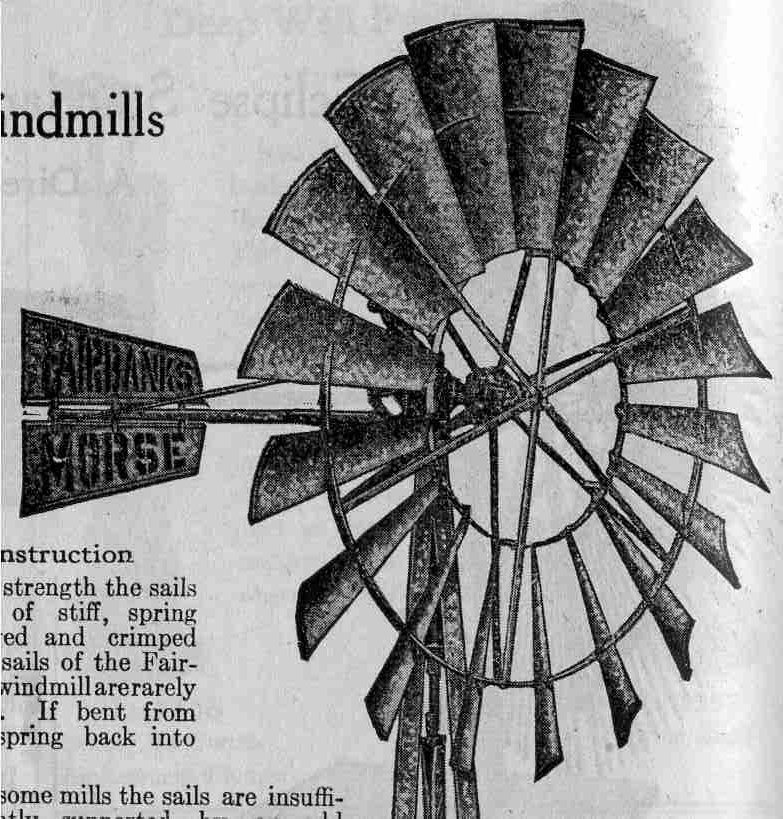
フェアバンクス・モースの風車

一方、ウィスコンシン州では、エクリプス・ウインドミルという名の、水の汲み上げ用の耐久性のある風車を設計したL.ウィーラーという人物がいた。南北戦争後（つまり1865年以降）、ウィーラーは同州ベロイトで店を開くと、すぐに農場にその風車が点在するようになり、やがてオーストラリアにまで普及していった。同時にフェアバンクス・モース＆カンパニーの従業員であったチャールズ・ホスマー・モース（Charles Hosmer Morse）がイリノイ州シカゴに支店を開いた。そうして、エクリプス・ウインドミルをフェアバンクス・モース＆カンパニーが販売することになった。19世紀も終わりになるころ、モースの名を冠した会社名に変更した。本社はシカゴに置き、アメリカとカナダの全市にフェアバンクス・モースの支店を置いた。フェアバンクスがカナダのモントリオールに進出したのは1876年で、のちに工場をそこに開設した。

### エンジン事業への進出
19世紀末、カタログによれば、事業はアメリカ合衆国西部にまで拡大していた。製造する製品は、タイプライター、手押し車、軌道自転車、ポンプ、トラクター、倉庫、発送用の道具などであり、また道具、配管、計器、ガスケット、部品、バルブ、パイプなどを一括請負で納入するサプライヤーにもなっていた。1910年のカタログは800ページにも及ぶ分量であった。
1890年代には、油やナフサを使用した単気筒ホットチューブエンジン(英)の製造も開始した。フェアバンクス・モースのガスエンジンは農業用として成功し、灌漑、発電所、油田でも使用された。また、住宅用のエンジン発電での照明システムでも有名である。フェアバンクス・モースの発電システムの燃料は1893年にケロシン、1905年に石炭ガスに代わり、1913年にはセミディーゼルエンジン化し、1924年には全ディーゼル化が完了した。1916年、1馬力、3馬力、6馬力のZ型単気筒エンジンの製造を開始し、その後30年以上に渡って50万台以上が製造され続けた。Z型エンジンは農家に好まれ、N型エンジンは漁師に好まれた。
フェアバンクス・モースはまた、自動車やクレーン、テレビ、ラジオ、冷蔵庫等の製造にも進出したが、これらの分野では失敗に終わった。ルドルフ・ディーゼルの特許がアメリカで切れる1912年、フェアバンクス・モースは大型エンジン事業に足を踏み入れた。フェアバンクス・モースの最も大きなY型セミ・ディーゼルエンジンは、砂糖、塩、米、木材、産業用機関車などに使われた。Y型は単気筒から6気筒までを選べ、それぞれ25〜200馬力を発揮した。Y-VA型エンジンは初の高圧縮比エンジンにして冷間での始動ができた、フェアバンクス・モースにとっては初の、外国の特許を使用しないディーゼルエンジンであった。それはベロイトで設計され、1924年に発表された。のちに船舶COエンジンとして改良され、Y型からE型になった。そのころ、フェアバンクス・モースはメジャーなエンジン製造業者となり、鉄道・船舶向けの工場も開設した。ディーゼル機関車、タグボートや船舶の開発は1930年代まで続き、第2次世界大戦時には、アメリカ海軍から大量のエンジンの注文を受けた。

### 船舶用エンジン

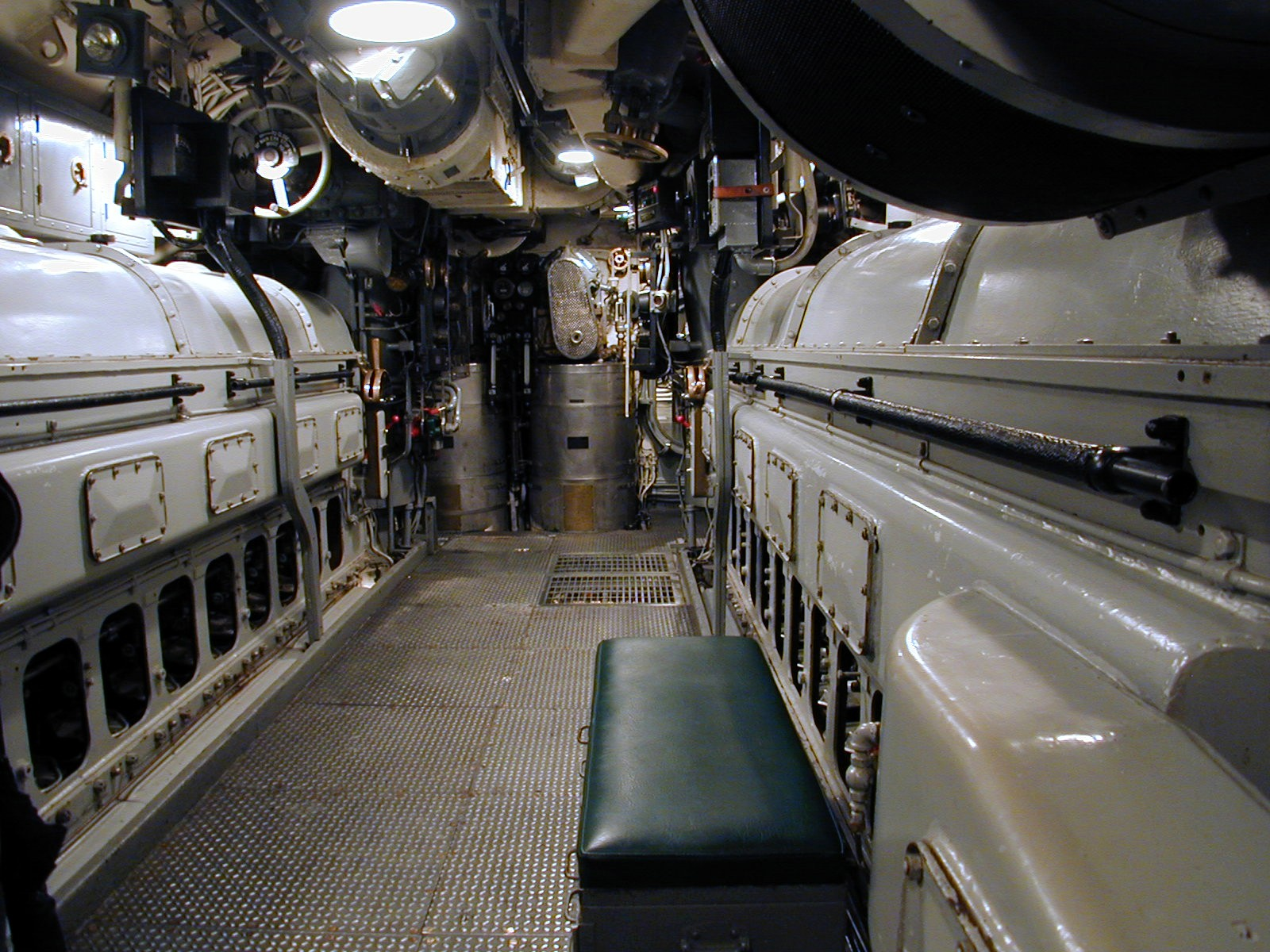
潜水艦用の対向ピストンエンジン

第二次世界大戦時のアメリカ海軍の潜水艦は、フェアバンクス・モースのディーゼルエンジンを使用していた。今日でもホイッドビー・アイランド級ドック型揚陸艦やサン・アントニオ級ドック型輸送揚陸艦の水陸両用の船に使用されているほか、アメリカ沿岸警備隊やカッターでも使用されている。

### 機関車
アメリカ海軍との契約後、フェアバンクス・モースは300馬力のエンジンを搭載した気動車をボルチモア・アンド・オハイオ鉄道(B&O)等に納めた。その車両に使用されたのはボア5インチ、ストローク6インチの対向ピストン型2ストローク機関であった。1939年にはこの機関を2台搭載したスイッチャー（主として入換用の機関車）がセント・ルイス・カー・カンパニー（SLCC）で製造され、レディング鉄道に納められた。廃車は1953年であった。また、このエンジンを1基搭載した工場用入換機をフェアバンクス・モース自社用に製造した。

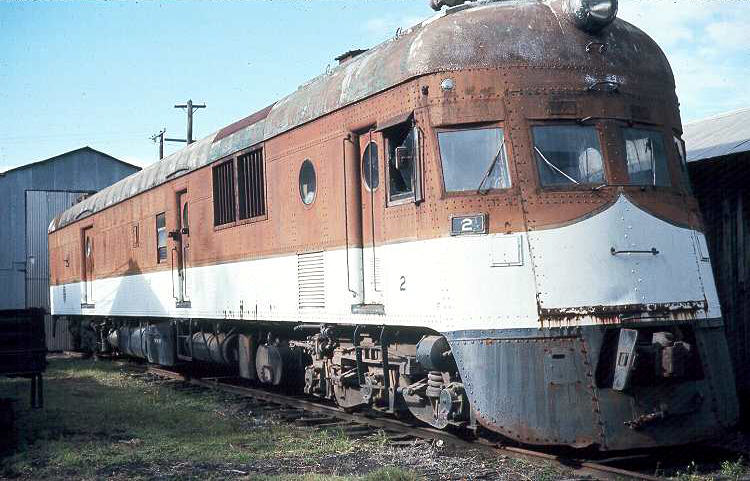
OP 800型気動車（ジョージア・ノーザン鉄道）

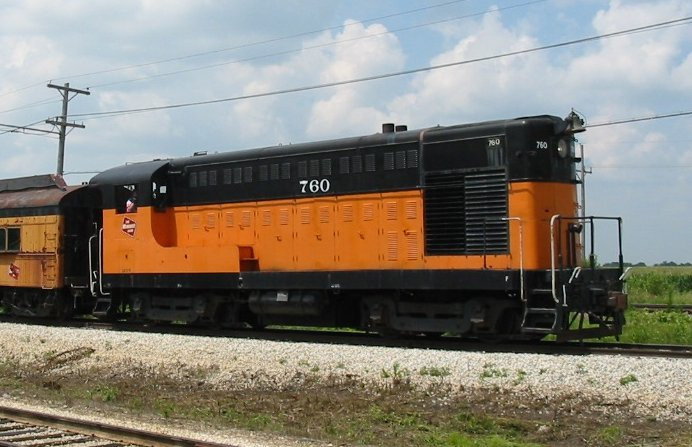
H-10-44型ディーゼル機関車（ミルウォーキー鉄道）

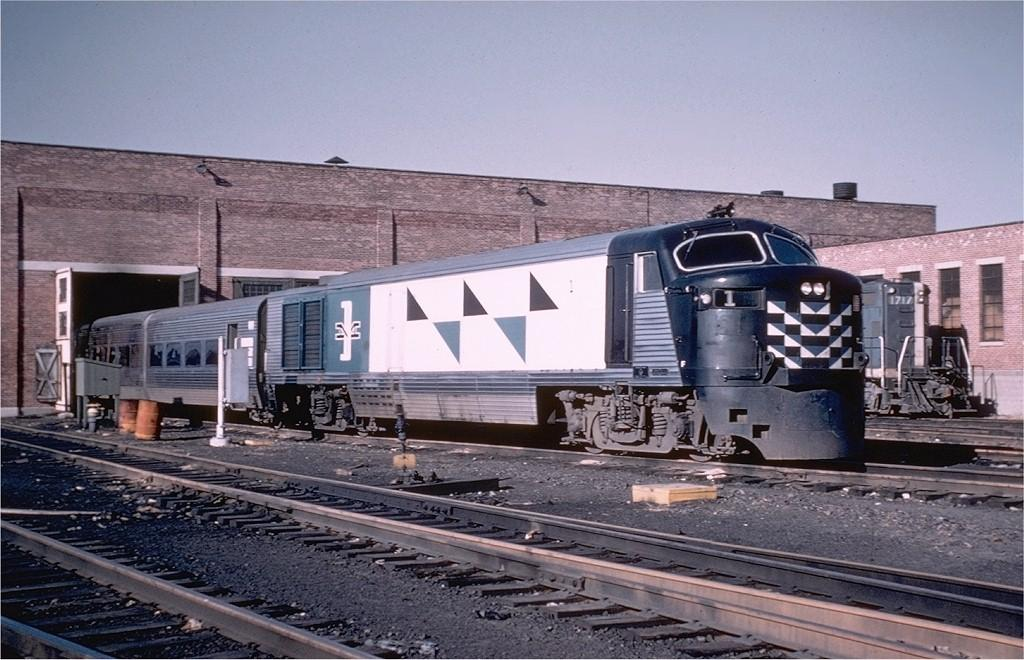
P-12-42型ディーゼル機関車（ボストン・アンド・メイン鉄道）

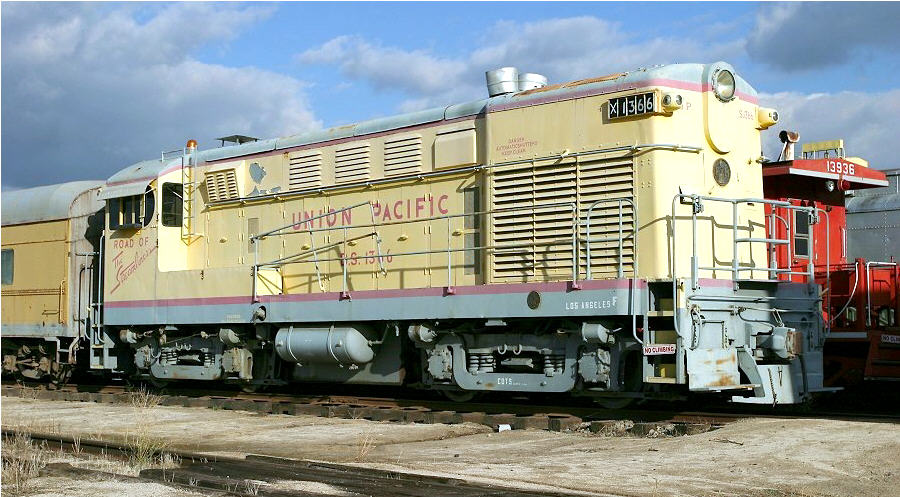
H-20-44型ディーゼル機関車（ユニオン・パシフィック鉄道）

1939年、SLCCはフェアバンクス・モースの800馬力エンジン（ボア8インチ×ストローク10インチ）を使用した流線形の気動車、OP800を製造した。1944年には、フェアバンクス・モースは初の自社製造機関車である1000馬力の操車場用スイッチャー、H-10-44を製造した。この車両は、イリノイ鉄道博物館に保存されている。
戦時中には、フェアバンクス・モースは、他の機関車製造メーカーと同じく、指定の車両しか作ることができなくなった。しかし、戦後、北米の各鉄道会社は蒸気機関車をディーゼル機関車に置き換えることを開始し、フェアバンクス・モースをはじめとする車両メーカーはここぞばかり投資した。バージニアン鉄道は早くからのフェアバンクス・モースのエンジンのファンであり、EMDやボールドウィンよりもフェアバンクス・モースを好んだ。
1945年12月、フェアバンクス・モースは、アルコのPAやGM-EMDのEシリーズの対抗商品として、初の流線形のキャブ型ディーゼル機関車を製造した。この機関車は2000馬力のエンジンを搭載し、車軸配置A1A-A-Aの台車を持つ。組み立てはゼネラル・エレクトリック（GE）であったが、その理由はフェアバンクス・モースのウィスコンシン工場では組み立てスペースがなかったためである。
GE製の車両はエリー工場で製造され、それらはエリービルトと通称された。フェアバンクス・モースは、エリービルトの車両には、工業デザイナーとして有名なレイモンド・ローウィの起用を続けた。エリービルトはひとまず成功し、1949年までに82両の運転台付き機関車と28両のスラッグを製造した。エリービルトだった機関車はのちにベロイト工場に製造を移し、すべての設計を刷新した。ベロイト移転後、1950年1月以降に製造された車両をコンソリデーテッド・ラインまたはCライナーと通称する。これらはフェアバンクス・モースとしてはもっとも知られたシリーズである。
Cライナーは、まずニューヨーク・セントラル鉄道に、次いでロングアイランド鉄道、ペンシルバニア鉄道、ミルウォーキー鉄道、ニューヨーク・ニューヘイブン・アンド・ハートフォード鉄道に納められた。また、フェアバンクス・モースの機関車は、カナディアン・ロコモティブ・カンパニー(CLC)により、カナダでライセンス生産されていた。CLCに発注するのはカナダの鉄道会社であるカナダ太平洋鉄道（CPR）とカナディアン・ナショナル鉄道(CNR)であった。
一見、堅調に見えた機関車事業だが、やがて機械的な信頼性に劣ることと、技術的なサポートが弱いという問題が浮上してきた。それは、とくにウェスティングハウス・エレクトリックのモータを使った2400馬力の機関車に顕著であり、ピストンの寿命が短く、メンテナンスも非常に大変であるというものであった。それに加えて、箱形車体のキャブ・ユニットタイプからロード・スイッチャータイプが好まれるようになってきていた。ロードスイッチャーとは、入換や小運転に適した、EMD GP7やアルコRS-3のようなタイプである。
1952年までにアメリカでのオーダーはほぼなくなり、製造は主にCPR向けのわずか99両にとどまった。発注は1955年まで続き、CLCでのみ66両が製造された。その間、1953年にはウェスチングハウスがフェアバンクス・モースの車両でのトラブルを一因として機関車事業から撤退すると発表し、フェアバンクス・モースはCライナーを製造し続けることが事実上不可能になり、また市場からの支持も失っていた。
それでも、フェアバンクス・モースは、トレインマスターやロードスイッチャータイプの車両の製造を続けた。しかし、これらもまた、市場には受け入れられなかった。Fシリーズで成功し、戦時中もディーゼル機関車の製造を続けたEMDに対するアドバンテージもフェアバンクス・モースにはなく、機関車製造事業から撤退した。最後にアメリカで機関車を販売したのは1958年、メキシコに最後に輸出したのは1963年、1965年に併合したCLCが長期ストライキのあとでキングストン工場を閉鎖したのは1969年であった。

### 戦後の事業と内紛による衰退

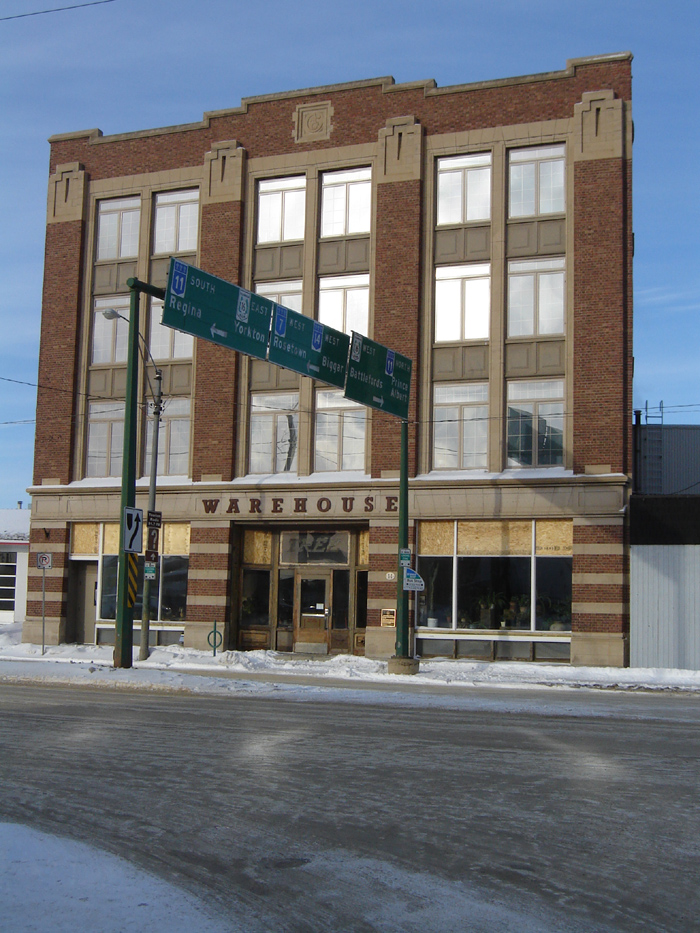
Fairbanks-Morse Warehouse Saskatoon, Canada.

機関車製造事業から撤退したあとも、フェアバンクス・モースは、ポンプ・エンジン事業部でディーゼルエンジンやガスエンジンの製造を継続した。カナディアン・フェアバンクス・モースブランドで、農業、工場、鉱業用の機械も製造した。
また、輸出事務所をブラジルのリオデジャネイロとアルゼンチンのブエノスアイレスに設け、メキシコに工場を開設し、Z型エンジンを1970年代になっても造り続けた。
フェアバンクス・モースは、北米でエクリプス風車の改良と販売を続けていたが、それも地方に電化の波が及ぶ1940年代までであった。のちには、送電網による低価格での電化が、ディーゼルエンジンでの小規模な発電を駆逐した。多くのフェアバンクス・モースのエンジンが20世紀遅くまできちんと稼働していたにもかかわらず、地方の近代化と電化の競争の激しさのなかで、地方の工場を閉鎖した。
1956年、チャールズ・モースの息子たちが法廷で所有権を争った。その家族間の反目が経営を弱体化させた。その結果、その2年後に、アメリカでのフェアバンクス・モースは、ホイットニー・ガン・マシニング・エンタープライズの手に落ちた。業績の悪化はその後数十年間続き、資産は売却され、支店は閉鎖されていった。地方の販売店も閉鎖された。自動車メーカー、トラクターメーカー、そして機関車メーカーが、フェアバンクス・モースが持っていた市場に乗り込んできた。そしてフェアバンクス・モースは負のスパイラルに落ち込んでいき、ほかのオーナーの手に渡った。最終的には1988年に再構築され、計量器のチェーンの大株主であるF・ノーデンがフェアバンクス・モースの計量器部門とバーモント、ミズーリ、ミシシッピにある資産を購入した。